# Carlos Alberto Lacoste
Carlos Alberto Lacoste (Buenos Aires, 2 de febrer de 1929 – Buenos Aires, 24 de juny de 2004) va ser un militar argentí, que va exercir interinament la presidència de la Nació durant un breu període de la dictadura autodenominada Procés de Reorganització Nacional. Integrant de la promoció 77 de l'Armada, havia participat en el cop de 1955 i, a partir de 1961, es va instal·lar sis anys als Estats Units per a realitzar cursos en administració i armaments. A l'octubre de 1974, es va sumar a la comissió formada al Ministeri de Benestar Social per tractar d'organitzar el Campionat Mundial de Futbol de 1978 a l'Argentina. Després de la misteriosa mort de l'almirall Omar Actis, va quedar com a titular de l'Ens Autárquic Mundial '78, la Comissió que va organitzar el XI Campionat Mundial de Futbol a l'Argentina. Va ser criticat pel llavors Ministre d'Hisenda, Juan Alemann, doncs mai va presentar un balanç justificant els 517 milions de dòlars invertits en aquest esdeveniment. Posteriorment, el seu amic Joäo Havelange, llavors President de la FIFA, el va nomenar vicepresident de la Confederació Sud-americana de Futbol (CSF) en reemplaçament al mort Santiago Leyden, amb el que se li van obrir les portes de la FIFA. El 7 de juliol de 1980 el van designar com a vicepresident de l'entitat, on va arribar a ocupar sis càrrecs.